# 马特·邦纳
马修·“马特”·罗伯特·邦纳（英語：Matthew "Matt" Robert Bonner，1980年4月5日—），生於新罕布什尔州康科德，美国职业篮球运动员，曾效力于NBA联盟。

## 軼事
雖非隊上王牌，仍廣受球迷歡迎，綽號為「紅曼巴」。「黑曼巴」科比·布莱恩特亦曾於Twitter上用此綽號稱呼他。
最喜歡的食物為三明治，走遍世界各地蒐集美味的三明治，自稱為「三明治獵人」。
在馬刺隊拍的搞笑影片“Spurs!”中，擔任樂團Spuran Spuran的主唱。
在退休之後，前隊友马努·吉诺比利表示已將他的15號襯衫退休。